# Папазян, Ваграм (легкоатлет)
Ваграм Папазян (арм. Վահրամ Փափազեան, тур. Vahram Papazyan; 12 сентября 1892, Константинополь, Османская империя — 6 марта 1986, Эмерсон, Нью-Джерси, Соединённые Штаты Америки) — армянский легкоатлет. Неоднократный победитель Армянских Олимпийских (Панармянских) игр, участник Внеочередных летних Олимпийских игр 1906 и Летних Олимпийских игр 1912. Папазян и другой участник стокгольмских Игр, Мигир Мигирян (Мкртыч Мкрян), — первые этнические армяне, принявшие участие в Олимпийских играх, они же, наряду с этническим греком Алеко Моуллосом, — единственные в истории этих соревнований представители Османской империи. Участник забега на 800 и 1500 метров.

## Биография
Ваграм Папазян родился 12 сентября 1892 года в Константинополе.
Сын владельца киоска печатной продукции, Ваграм Папазян с детства работал разносчиком газет и добытчиком информации, с раннего утра до позднего вечера крейсируя между Баб-ы Али, местопребыванием великого визиря, и Бебеком, родным для него историческим районом османской столицы, что в Бешикташе, сообщая отцу свежие новости. Пристрастившись, в том числе и таким образом, к беговым дисциплинам, Папазян затем поступил в Колледж Роберта, американское учебное заведение в европейской части Константинополя, альма-матер практически всей армянской спортивной элиты довоенного времени.
В 1906 году Папазян отправился в Афины, где принял участие в непризнанных МОК Олимпийских играх, став в возрасте 13 лет самым юным их участником. Свой лучший результат Папазян показал в беге на 800 метров, заняв 5-е место; в беге на 1500 метров до финиша не дошёл.

### «Артавазд»
Первыми откликнувшись на призыв содействовать развитию и продвижению физической культуры, направленный армянской общине Константинополя в феврале 1911 года Шаваршем Крисяном, основателем и главным редактором первого в Османского империи спортивного журнала «Мармнамарз», Ваграм Папазян и его единомышленники организовали гимнастическое общество «Артавазд». В письме, подписанном Папазяном и адресованном редакции, говорилось, что дорога в клуб открыта для любого армянского юноши, внёсшего в его фонд до пяти курушей, и выражалась надежда, что начинание основателей «Артавазда» будет широко поддержано молодёжью Константинополя и близлежащих селений. Штаб-квартира «Артавазда», в виду действовавшего запрета на занятия спортом в Османской империи, хотя и ставшего после младотурецкой революции 1908 года формальным, была обустроена на отдалённом от города мраморноморском острове Гуру Чешма. Тогда же Папазян посредством статьи «Глас молодых», опубликованной на страницах второго номера «Мармнамарза», выступил в поддержку идеи Крисяна об объединении армянских гимнастических сообществ Османской империи под эгидой общеармянской спортивной организации, позднее воплощённой, уже без погибшего Крисяна, в «Оменетмене». Обрушиваясь в рамках указанной статьи на современную ему молодёжь, «убивающую время в нездоровой обстановке, за картами и нардами», 19-летний Папазян взывал к спорту как средству достижения единства армянского общества Османской империи.
В том же 1911 году Ваграм Папазян принял участие в историческом совещании представителей двух десятков спортивных организаций Константинополя и Восточной Фракии, состоявшемся в редакции «Мармнамарза», итогом которого стало решение об учреждении Панармянских игр — первого крупного спортивного соревнования в Османской империи. На первых же Панармянских играх, прошедших в начале мая 1911 года, Папазян с большим преимуществом одержал победы в обеих беговых дисциплинах — на 800 м и 1500 м. Повторив успех на следующих Панармянских играх, закончившихся за считанные дни до открытия Олимпийских игр в Стокгольме, Папазян отправился на первые и последние в своей жизни официальные соревнования.

### На Олимпиаде 1912
В 1911 году Османская империя была принята в международный олимпийский комитет. После чего президент турецкого олимпийского комитета Селим Сирри Таркан через газеты «Икдам» и «Сабах» обратился к спортсменам с призывом принять участие в Олимпийских играх 1912 года. Среди откликнувшихся было лишь двое человек Ваграм Папазян и Мкртыч Мкрян. Успешно выступившие на Панармянских играх 1911 года, они заблаговременно приступили к сбору средств для участия в Играх V Олимпиады в Стокгольме. Несмотря на то, что армянские спортсмены представляли Османскую империю и, в частности, отправлялись на соревнования в составе официальной делегации под началом учредителя турецкого олимпийского комитета Селима Тарджана, государство не приняло никакого участия в организации и финансировании их поездки. Всеми вопросами занимались «Артавазд» и редакция «Мармнамарза». Большую часть суммы Папазян смог добыть через свой клуб, который с его подачи организовал серию благотворительных театральных выступлений в греческом театре Арнавуткёя. Сам Папазян принимал участие в этих представлениях в том числе и в качестве актёра. Инициатива Папазяна и её успешное воплощение вдохновили Шаварша Крисяна на написание одной из наиболее известных его статей, называвшейся «Ещё одно усилие — и всё в ваших руках!», встреченной, в свою очередь, с воодушевлением в армянском сообществе.
Существуют различные версии того, что случилось с Ваграмом Папазяном во время забега на дистанции 1500 метров. По данным Министерства молодёжи и спорта Турции, за 20—25 метров до финиша лидировавший с большим отрывом Папазян почувствовал головокружение и, потеряв сознание, рухнул. Эта версия является наиболее расхожей, однако, согласно внуку Ваграма Папазяна, не соответствует действительности. В книге воспоминаний Папазян-внук ссылается непосредственно на своего деда, якобы не раз рассказывавшего ему о том, что тогда произошло на беговой дорожке. Данная версия выглядит следующим образом. Бежавший первым спортсмен, действительно с большим отрывом опережавший ближайшего преследователя, за два десятка метров до финиша сознательно остановился, мотивируя это осенившей его мыслью, что в честь его победы будет поднят османский, а не армянский флаг. При этом, армяноязычная стамбульская газета «Агос» приводит письмо за авторством Ваграма Папазяна, написанное им в период проживания в Бейруте. Именно благодаря этому письму стала широко известной история вокруг османского флага, который по решению шведских устроителей Олимпийских игр не был развешан по Стокгольму наряду с флагами других стран-участниц, но затем, в виду соответствующего протеста со стороны Папазяна и Мкряна, всё-таки поднят. Согласно письму, из-за ситуации с флагом Ваграм Папазян и Мкртыч Мкрян конфликтовали с главой османской делегации Тарджаном, устранившимся от проблемы и обвинённым армянскими спортсменами в отсутствии патриотизма, и неоднократно посещали посольство Османской империи, требуя принять меры. Вопрос о том, доказывает ли бейрутское письмо Папазяна противоположное тому, что было озвучено его внуком, отношение легкоатлета к флагу Османской империи, остаётся открытым.

### После 1912 года
В 1913 году Папазян окончил Колледж Роберта, через год — был призван в армию. Когда по всей стране начались аресты армянской интеллигенции, Папазян принимал участие в обороне Галлиполи в качестве связиста османской армии. С переходом Восточной Фракии и Константинополя под контроль войск Антанты Папазян возвратился к гражданской жизни и принимал участие в реализации проектов, задуманных погибшим в 1915 году Крисяном, в первую очередь — «Оменетмена». До 1923 года Папазян переселился в контролируемый французами Великий Ливан, в Бейрут, где стал работать тренером. Впоследствии Ваграм Папазян не раз менял страну проживания. В его биографии нашлось место и для Сирии, и для Канады, и для Таиланда. После Юго-Восточной Азии Папазян приехал в Северную Америку и осел в Соединённых Штатах, где до выхода на пенсию работал электриком.